# ソマリア暫定連邦政府

ソマリア暫定連邦政府
Dowladda federaalka kumeelgaarka (ソマリ語)
الحكومة الاتحادية الانتقالية (アラビア語)
Governo Federale Transitorio Della Somalia (イタリア語)

ソマリアの暫定連邦政府の位置

ソマリア暫定連邦政府（ソマリアざんていれんぽうせいふ、英語: Transitional Federal Government、TFG、ソマリ語: Dowladda federaalka kumeelgaarka）は、2004年から2012年まで存在したソマリアの暫定政府である。

## 沿革
ソマリア全体を実効支配することはなかったが、連邦制国家の樹立を目指して一定の成果を挙げ、「暫定」ではない「連邦政府」への橋渡しとなった。2004年2月の暫定連邦憲章 (Transitional Federal Charter) に基づいて作られた暫定連邦機関 (Transitional Federal Institutions) (TFIs)の一つ。エチオピア、アメリカ合衆国、国際連合の支持を受けている。日本は、TFGをソマリアの政府として承認していなかった。2012年8月20日に暫定統治期間は満了して連邦共和国政府に引き継がれ、2012年9月、新大統領としてハッサン・シェイク・モハムドが選ばれた。
TFGはソマリア首相を筆頭とする内閣と、内閣の各長官が運営する政府の下部組織（防衛省など）から成る。ソマリア首相はソマリア大統領が指名し、暫定連邦議会 (Transitional Federal Parliament) (TFP)が承認して成立する。内閣、大統領、議会の3つを合わせて「暫定連邦政府」と呼ぶことも多い。

## 政府

### 首相
最後の首相はアブディウェリ・モハメド・アリである（2011年6月19日より暫定首相、同月28日より正式に就任）。

### 内閣
内閣を構成する長官の職は、当初は42あったが、2006年までに31に減らされている。

## 歴史
1991年にバーレ政権が崩壊して以来、2012年現在でもソマリアの各氏族を母体とした軍閥同士の内戦が続いている。平和の回復への試みとして2000年に暫定国民政府（TNG: Transitional National Government）が作られたが、大きな成果を挙げることはできなかった。次の試みとして、2004年、ケニア政府の助力により作られたのがソマリア暫定連邦政府（TFG）だった。2004年2月に暫定連邦憲章が採択され、2004年8月に議席数275の暫定議会が設立された。2004年10月、当時プントランド大統領だったユスフが暫定連邦大統領に選ばれた。ソマリアの首都モガディシュは依然危険な状態だったため、この選挙はケニアのナイロビで行われた。暫定連邦政府も最初はナイロビに置かれ、亡命政府のような状態だった。2004年11月、ゲーディがTFG首相に指名された。
TFGは成立当初、ほとんど力を持っていなかった。しかも成立したのは隣国ケニア内であった。2006年、イスラム法廷会議が首都モガディシュを支配したため、それを脅威に感じた隣国エチオピアがTFGを支援する形でソマリアに侵入し、モガディシュを含むソマリア中南部を占領した。しかし、すぐに武装勢力に押し戻されてモガディシュの北西にあるバイドアにまで撤退した。しばらくはバイドアで政治活動を続けていたが、2009年1月25日にジブチ合意に基づいてエチオピア軍が撤退すると、翌日にはイスラム勢力のアル・シャバブがバイドアを占領し、TFGはジブチに撤退した。
2012年8月1日には暫定憲法を採択し、同年8月20日に暫定統治期間は終了した。